# Bourse des valeurs de Trieste
La  bourse des valeurs de Trieste est une bourse des valeurs, fondée en 1802, qui a été localisée dans la Bourse de commerce de Trieste créée en 1775, puis un grand marché situé régional d'actions et d'obligations, situé à Trieste.
La Bourse de Trieste a été un des marchés officiels des actions en Italie. En 1997, toutes les bourses italiennes sont réunis en un organisme unique, la Bourse d'Italie.

## Histoire
La Bourse de Trieste est construite à frais privés en 1802 par l'architecte Mollari en style dorique. La construction a commencé en 1802, et coûta 360000 florins. C'est un immense bâtiment quadrangulaire, occupé par la chambre du commerce, sur la "Place de la Bourse" triangulaire, au centre de Trieste sur laquelle une statue en bronze de l'empereur Léopold est érigée en 1660. La devanture est soutenue par quatre grosses colonnes qui en forment la façade. Au-dessus de la porte principale, il y a une inscription latine qui résume en style lapidaire les phases les plus saillantes de l'histoire moderne de Trieste.
Le salon à colonnes au rez-de-chaussée est orné des fresques de Bevilacqua, peintre vénitien. En 1804, Trieste institue à la Bourse de commerce une "Consulta", de quarante membres nommés par le gouverneur selon un compartimentage communautaire, mais la période est difficile, sur la période 1806 - 1813   la population de Trieste passe de 36 000 à 24 000 habitants, l'activité étant ralentie par le Blocus napoléonien et l'occupation française par les troupes de Bonaparte, qui créé une Bourse pas très loin, à Milan.
C'est dans la Bourse que le conseil municipal tient ses séances à partir de 1848. Dans des occasions extraordinaires, il s'y donne des bals. La députation de la bourse se réunit dans une autre salle. Les bureaux de la bourse, la caisse d'épargne et la caisse d'escompte sont installés dans cet édifice.
Les réunions générales du corps des marchands sont remplacées par celle d'un Conseil de 48 membres élus et la Députation de la bourse, 12 membres élus par ce Conseil, et un peu plus tard six délégués, dont le pouvoir est contrebalancé par six membres nommés par le gouvernement autrichien. Les Douze examinent les propositions relatives au commerce, les discutent, les votent et font soumettre, s'il y a lieu, les décisions de la majorité à la ratification du gouvernement. Les Députés de la bourse nomment tous les six mois leur doyen, assisté d'un greffier salarié 
La Bourse de Trieste réunit au milieu du siècle 17 agents de change, 41 courtiers de marchandise, et 18 courtiers maritimes qui s'entremettent aussi pour les assurances. Elle donne les brevets de courtiers, gère l'école, les phares et les équipements portuaires.
En 1997, toutes les bourses italiennes sont réunis en un organisme unique, la Bourse d'Italie.